# 21 (album de Rage)
Pour les articles homonymes, voir 21 (homonymie).
Albums de Rage
Strings To A Web
(2010)
21 est le vingt-et-unième album studio du groupe de power metal allemand Rage sorti le 24 février 2012. Il est sorti en édition limitée avec une vidéo bonus Rage-Race 2011 et un CD bonus live de douze titres enregistré au Shibuya O-East de Tokyo au Japon les 15 et 16 avril 2010. Musicalement, cet album est bien plus direct que son prédécesseur Strings To A Web (2010) car il n'y a pas d'orchestre et aussi car il contient des growls, chants typiques du death metal. Les thèmes abordés sur cet album sont la mort, le suicide et les tueurs en série. L'album est entré 27e aux charts allemands à sa sortie tout comme Strings To A Web en 2010.

## Liste des titres
| No  | Titre                     | Musique          | Durée |
| --- | ------------------------- | ---------------- | ----- |
| 1.  | House Wins (Introduction) | Smolski          | 1:30  |
| 2.  | Twenty One                | Smolski          | 6:16  |
| 3.  | Forever Dead              | Smolski          | 6:20  |
| 4.  | Feel My Pain              | Smolski          | 5:40  |
| 5.  | Serial Killer             | Wagner, Smolski  | 5:45  |
| 6.  | Psycho Terror             | Hilgers, Smolski | 6:57  |
| 7.  | Destiny                   | Wagner, Smolski  | 5:15  |
| 8.  | Death Romantic            | Wagner, Smolski  | 5:59  |
| 9.  | Black And White           | Wagner, Smolski  | 5:19  |
| 10. | Concrete Wall             | Wagner, Smolski  | 3:50  |
| 11. | Eternally                 | Smolski          | 5:10  |

| 1.  | Opening                 | Smolski         | 1:16 |
| 2.  | The Edge of Darkness    | Smolski         | 5:11 |
| 3.  | Hunter And Prey         | Smolski         | 5:45 |
| 4.  | Into the Light          | Wagner, Smolski | 5:42 |
| 5.  | Drop Dead               | Smolski         | 5:30 |
| 6.  | Empty Hollow            | Smolski         | 8:58 |
| 7.  | Light Into the Darkness | Wagner          | 5:03 |
| 8.  | Higher than the Sky     | Wagner          | 6:20 |
| 9.  | War of Words            | Smolski         | 8:19 |
| 10. | Carved In Stone         | Smolski         | 4:37 |
| 11. | Soundchaser             | Smolski         | 5:49 |
| 12. | Down                    | Smolski         | 7:45 |

Toutes les paroles des deux CD ont été écrites par Peter "Peavy" Wagner.

## Composition du groupe
- Peter "Peavy" Wagner - Chant & Basse.
- Victor Smolski - Guitare.
- André Hilgers - Batterie.